# Melochia tomentella
Melochia tomentella är en malvaväxtart som först beskrevs av Karel Bořivoj Presl, och fick sitt nu gällande namn av William Botting Hemsley. Melochia tomentella ingår i släktet Melochia och familjen malvaväxter. Inga underarter finns listade i Catalogue of Life.